# Toggolino
Toggolino ist ein seit 2000 ausgestrahltes Kinderprogramm von Super RTL, welches als Ableger des Kinderprogramms Toggo frühmorgens ausgestrahlt wird. Es richtet sich an Kinder im Vorschulalter (drei bis sechs Jahre). Das Programm besteht aus neuen und alten Serien.

## Sendezeiten
Toggolino strahlt das Programm für Vorschulkinder wochentags zwischen 5:30 Uhr und 10:30 Uhr sowie am Wochenende, an Feiertagen und wochentags in den Ferien bis 8:00 Uhr bzw. 10:30 Uhr aus. Im Anschluss sendet Toggo sein Programm für 6- bis 13-Jährige bis 20:15 Uhr.

## Sendungen (Auswahl)
- PAW Patrol – Helfer auf vier Pfoten
- Bob der Baumeister
- Caillou
- Leo Lausemaus
- Milli + Maunz
- Die Oktonauten
- Noddy, der kleine Detektiv
- Timmy das Schäfchen
- Lenny der Laster
- Der kleine Tiger Daniel
- Kati & Mim-Mim
- Mike der Ritter
- Peter Hase
- Gustavs Welt
- Benjamin Blümchen
- Zeo
- Wolfi
- Chuggington – Die Loks sind los!
- Der Phantastische Paul
- Thomas und seine Freunde
- Billy – Der Cowboy Hamster
- Milo
- Oggy Oggy
- Super Wings
- Peppa Wutz
- Toggolino – Die Show mit Muhpidu
- Cocomelon
- Rubble & Crew